# Agénor le dangereux
Agénor le dangereux est un vaudeville en un acte d'Eugène Labiche, en collaboration avec Adrien Decourcelle et Karl, représenté pour la première fois à Paris au Théâtre du Palais-Royal le 16 septembre 1848.
Il a paru aux Éditions Beck.

## Distribution
| Acteurs et actrices ayant créé les rôles |                   |
| Personnage                               | Acteur ou actrice |
| Agénor Borel, chimiste                   | Leménil           |
| Bénévent, père de Mme Raby               | Amant             |
| Chapuis, homme d'affaires                | Kalekaire         |
| Pierre, jardinier                        | Augustin          |
| Mme Raby                                 | Mme Grassot       |
| Mme Bénévent                             | Rose Moutin       |